# Holy Cross (Iowa)
Holy Cross és una població dels Estats Units a l'estat d'Iowa. Segons el cens del 2000 tenia 339 habitants.

## Demografia
Segons el cens del 2000, Holy Cross tenia 339 habitants, 132 habitatges, i 97 famílies. La densitat de població era de 467,5 habitants/km².
Dels 132 habitatges en un 36,4% hi vivien nens de menys de 18 anys, en un 64,4% hi vivien parelles casades, en un 8,3% dones solteres, i en un 25,8% no eren unitats familiars. En el 22,7% dels habitatges hi vivien persones soles el 9,1% de les quals corresponia a persones de 65 anys o més que vivien soles. El nombre mitjà de persones vivint en cada habitatge era de 2,57 i el nombre mitjà de persones que vivien en cada família era de 3,06.
Per edats la població es repartia de la següent manera: un 28,6% tenia menys de 18 anys, un 6,5% entre 18 i 24, un 28,3% entre 25 i 44, un 18% de 45 a 60 i un 18,6% 65 anys o més.
L'edat mediana era de 37 anys. Per cada 100 dones de 18 o més anys hi havia 103,4 homes.
La renda mediana per habitatge era de 38.125 $ i la renda mediana per família de 41.136 $. Els homes tenien una renda mediana de 30.694 $ mentre que les dones 18.333 $. La renda per capita de la població era de 16.629 $. Entorn del 6,8% de les famílies i el 8,7% de la població estaven per davall del llindar de pobresa.

## Poblacions més properes
El següent diagrama mostra les poblacions més properes.